# Río Malka
El río Malka (del ruso: Малка), también llamado Balyksu (del ruso: Балыксу), es un río situado en la región de Kabardino-Balkaria, en Rusia, afluente por la margen izquierda del Térek. Tiene una longitud de 210 km y su cuenca abarca 10 000 km². Nace en los glaciares de la ladera norte del monte Elbrús. Su principal afluente es el río Baksán. En sus orillas se encuentra la ciudad de Projladny.